# ألباسو لوكوموتيف
نادي ألباسو لوكوموتيف (بالإنجليزية: El Paso Locomotive)‏ هو فريق كرة قدم أمريكي أسس في سنة 2018 في ولاية تكساس يلعب هذا الفريق حاليا في بطولة الدوري الامريكي على ملعب انفورستي.